# 岩手沼宮內車站
岩手沼宮內車站（日语：／ Iwate-numakunai eki */?）是一個位於日本岩手縣岩手郡岩手町大字江刈內第7地割9號，由東日本旅客鐵道（JR東日本）與IGR岩手銀河鐵道（IGRいわて銀河鉄道）所共用的鐵路車站。岩手沼宮內車站是JR東日本所屬的東北新幹線與IGR岩手銀河鐵道所擁有的岩手銀河鐵道線之交會車站，也是所在地岩手町的主車站。由於是個小型車站，一天只有8往復的班次往來此站（其中1往復是仙台發著的列車），在所有新幹線車站中僅比奧津輕今別車站多1往復，與北海道新幹線的木古內車站並列第二少，日間時分約2小時一班車。
岩手沼宮內車站在初設時，原名沼宮內，但在2002年時配合東北新幹線自盛岡至八戶之間的延伸路段通車，同路段區間內與新幹線路線完全平行的在來線路線（東北本線）根據政策改為由特別成立的第三部門鐵路業者接管經營，也就是今日的IGR岩手銀河鐵道。配合在來線路段轉型為第三部門鐵路，除了搬遷至新建好的車站大樓內，站名也同步改為岩手沼宮內，以便與新成立的鐵路公司名稱及所在地的岩手町互相呼應。

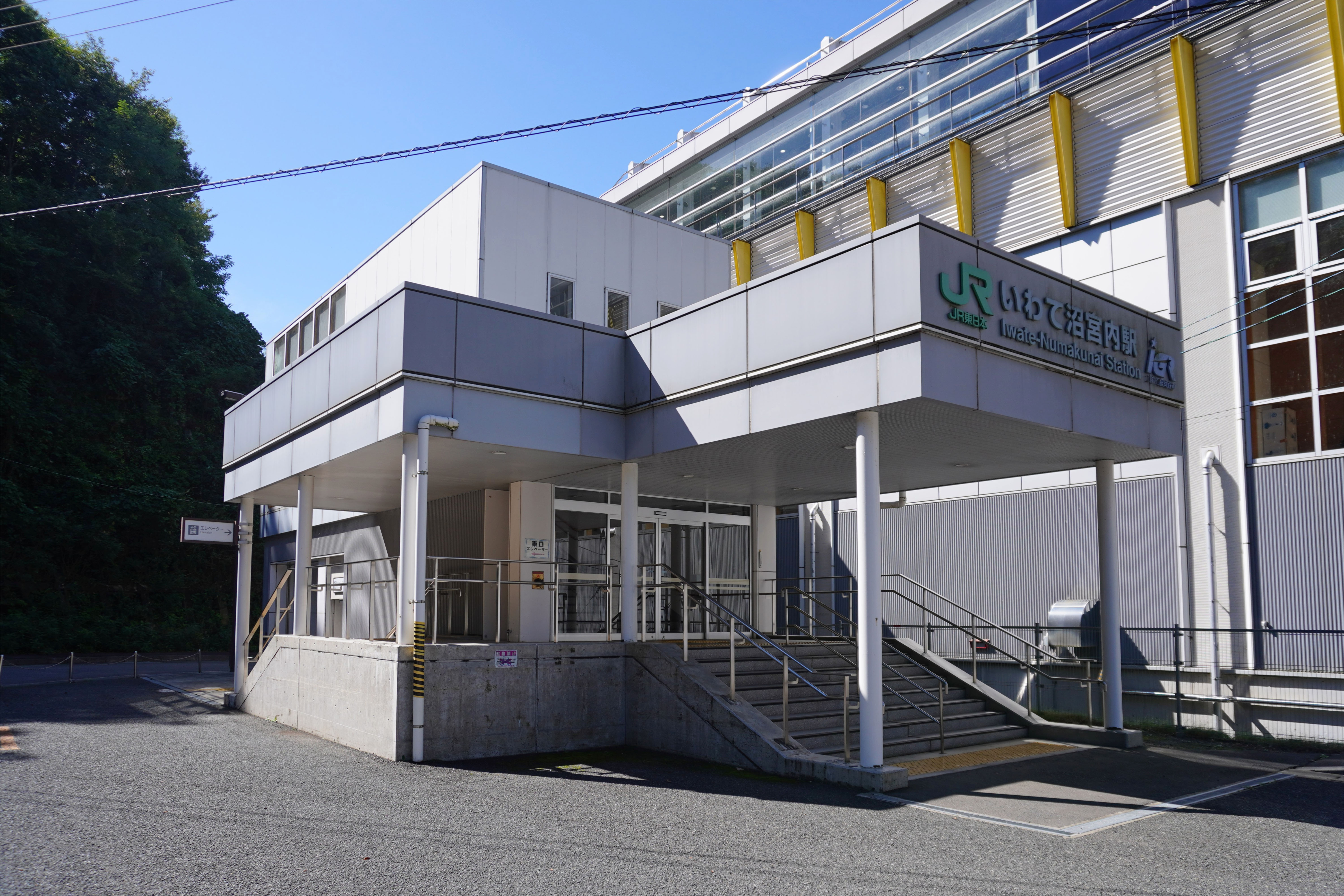
東口（2023年9月）

## 車站結構

### JR東日本
位於站舍4樓，對向式月台2面2線的高架車站。不設通過線，為安全起見設置月台閘門。此站、二戶站、八戶站的東北新幹線月台只可停靠12節編組列車。

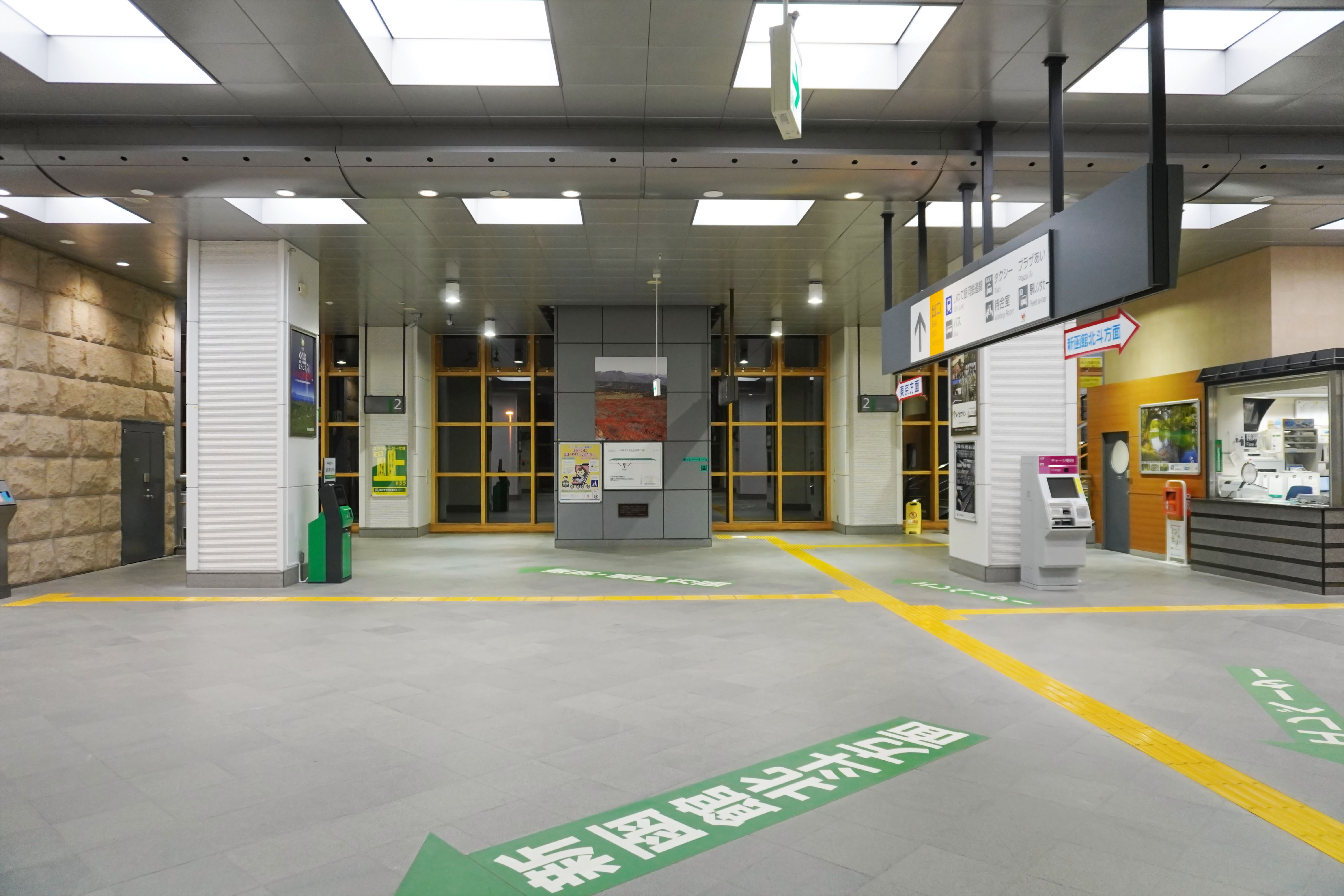
JR車站大廳（2023年9月）

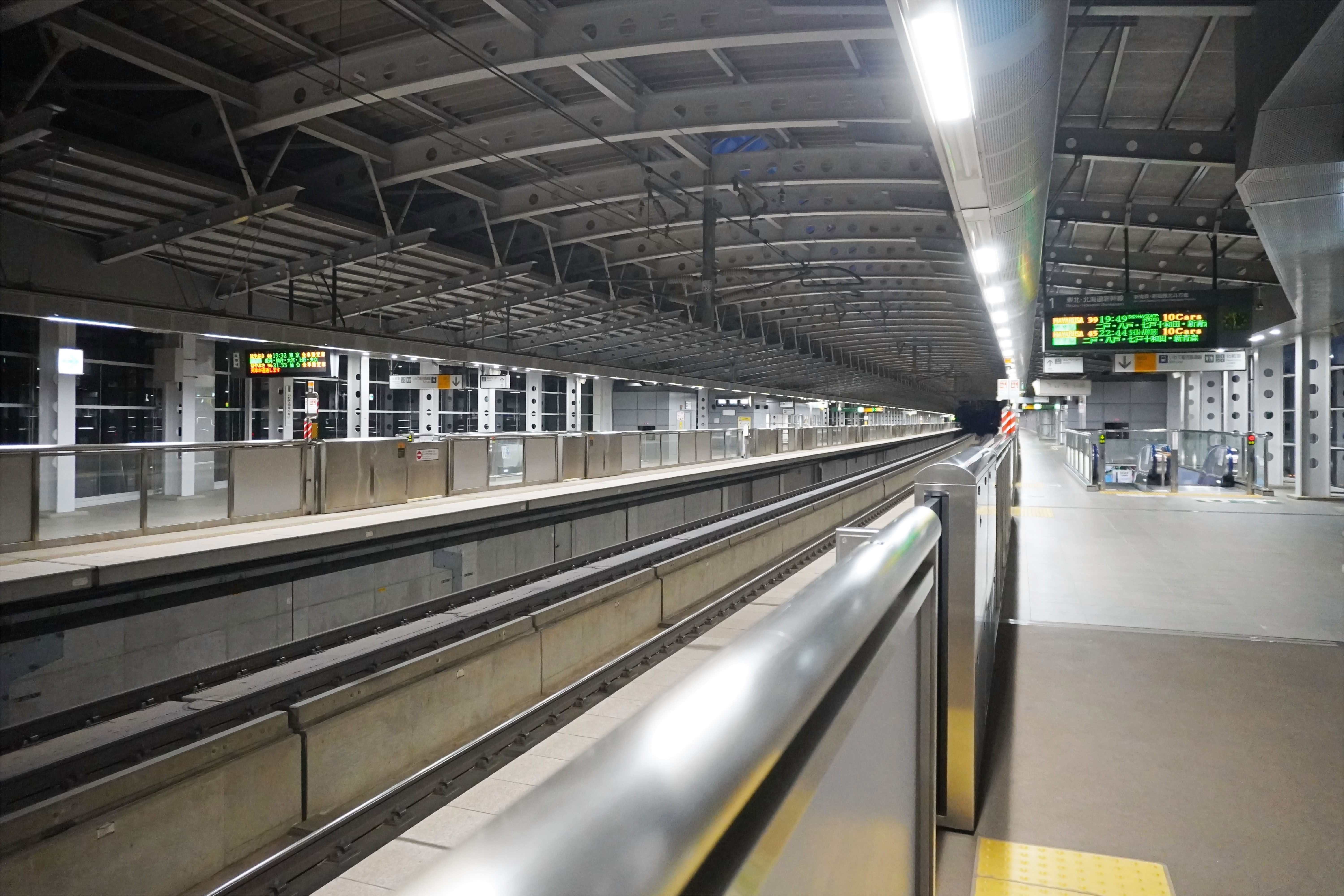
月台（2023年9月）

#### 月台配置
| 月台 | 路線               | 方向 | 目的地                       |
| ---- | ------------------ | ---- | ---------------------------- |
| 1    | 東北、北海道新幹線 | 下行 | 八戶、新青森、新函館北斗方向 |
| 2    | 東北、北海道新幹線 | 上行 | 盛岡、仙台、東京方向         |

### IGR岩手銀河鐵道
側式月台1面1線與島式月台1面2線，合計2面3線的地面車站。各月台以跨線天橋連接。IGR通車就在2、3號月台設置了升降機。

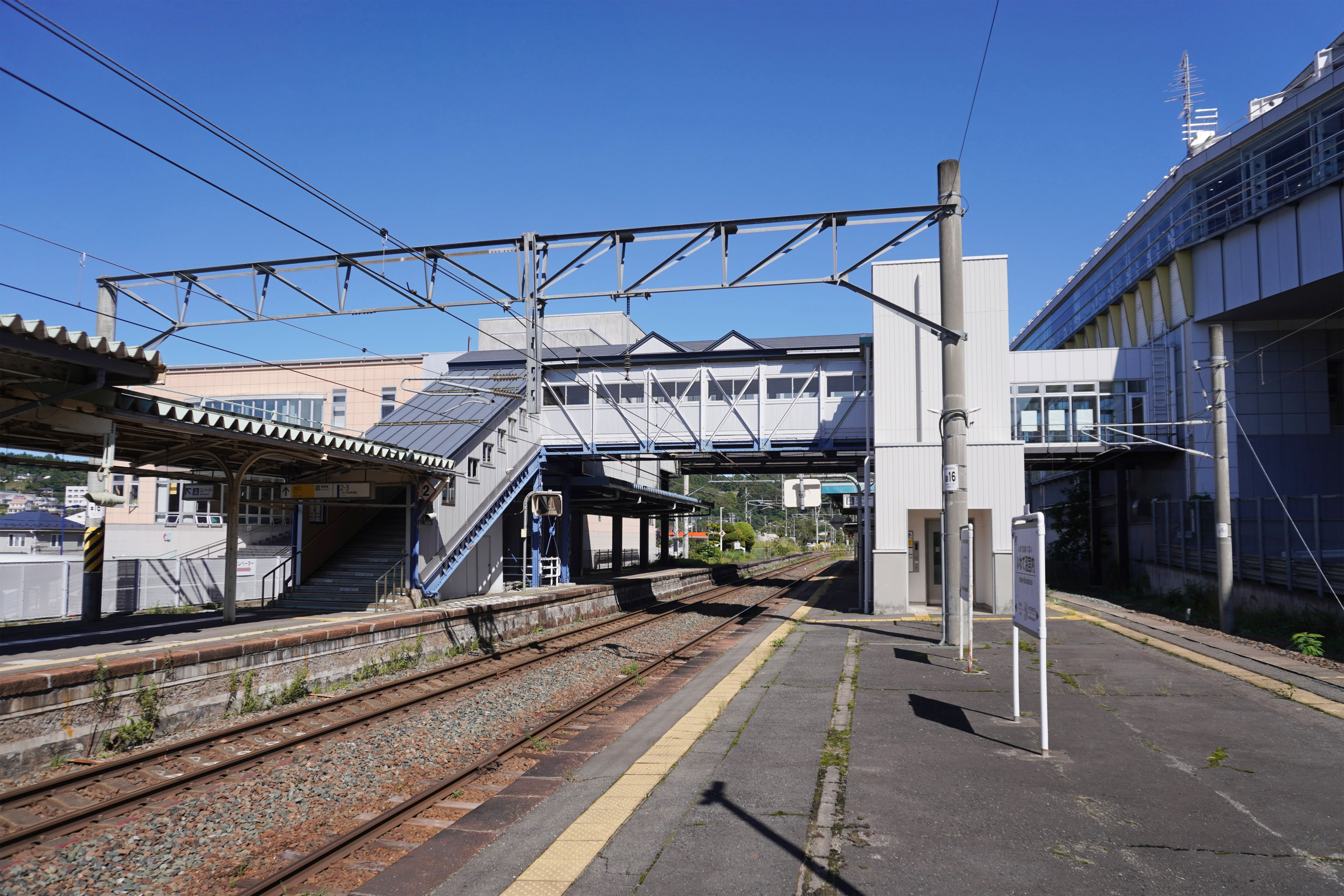
月台（2023年9月）

#### 月台配置
| 月台 | 路線            | 方向 | 目的地         | 備註                  |
| ---- | --------------- | ---- | -------------- | --------------------- |
| 1    | ■岩手銀河鐵道線 | 下行 | 二戶、八戶方向 |                       |
| 2、3 | ■岩手銀河鐵道線 | 上行 | 好摩、盛岡方向 | 2號月台主要為此站始發 |

## 相鄰車站
※新幹線的停車站參見各列車記事。
東日本旅客鐵道
東北、北海道新幹線
盛岡－岩手沼宮內－二戶
  IGR岩手銀河鐵道
■岩手銀河鐵道線
岩手川口－岩手沼宮內－御堂

## 外部連結
- （日語）岩手沼宮內車站（JR東日本） （页面存档备份，存于）

39°57′39″N 141°13′3″E / 39.96083°N 141.21750°E